# Sulfonation
La sulfonation est une réaction chimique permettant d’introduire un groupe sulfonique – SO3H sur la structure carbonée d'une molécule. C'est une des plus importantes réactions de la chimie organique industrielle avec la nitration et la chloration.

## Sulfonation directe
Des solutions d'acide sulfurique allant de 70 à 100 % sont habituellement utilisées comme agent de sulfonation. Cette réaction est en principe une réaction réversible qui peut être déplacée vers le produit en éliminant l'eau par évaporation en travaillant à haute température et basse pression. Ce mode opératoire entraîne toutefois une baisse de la sélectivité avec une hausse de la formation de sous-produits qui sont principalement des composés sulfonyles.
{\displaystyle {\rm {R-H+H_{2}SO_{4}\ \rightarrow \ R-SO_{3}H+H_{2}O}}}
L'ajout de chlorure de thionyle permet de consommer l'eau produite et déplace ainsi la réaction vers l'acide sulfonique.
{\displaystyle {\rm {R-H+H_{2}SO_{4}+SOCl_{2}\ \rightarrow \ R-SO_{3}H+SO_{2}+2HCl}}}
L'usage du trioxyde de soufre (SO3) comme agent de sulfonation est également largement utilisé. Ce composé ne produit pas d'eau, mais réagit de manière violente voire explosive à concentration élevée. Ce réactif est utilisé sous phase gazeuse dilué avec un gaz inerte ou sous forme liquide en solution dans du dioxyde de soufre ou du dichlorométhane. Le dichlorométhane réagit toutefois ave le trioxyde de soufre à des températures supérieures à 0 °C.
L'acide chlorosulfurique en quantité stœchiométrique est également un bon agent de sulfonation. En excès, il y a formation de chlorures de sulfonyle.
{\displaystyle {\rm {R-H+ClSO_{3}H\ \rightarrow \ R-SO_{3}H+HCl}}}
Les composés aromatiques sont généralement traités avec le trioxyde de soufre, de l'oléum ou de l'acide sulfurique seul alors que les hydrocarbones insaturés réagissent en général avec le trioxyde de soufre, des sulfites métalliques ou de bisulfites. Dans ces deux derniers cas, on obtient des sels sulfonates.

## Substitution de groupediazo
Dans une solution d'acide acétique glaciale, des halogénures d'aryldiazonium peuvent être convertis en acides sulfoniques en présence de chlorure de cuivre(I)  et de dioxyde de soufre.
{\displaystyle {\rm {R-N^{+}\equiv N+Na_{2}SO_{3}\ \rightarrow \ R-SO_{3}Na+N_{2}+Na^{+}}}}

## Oxydation desulfures
Les ponts disulfures peuvent par oxydation former les groupes sulfoniques. L'agent oxydant peut être de l'eau oxygénée, du chlore en solution, du permanganate ou de l'acide nitrique. Cette voie de synthèse est intéressante pour les composés où la sulfonation directe est impossible.
{\displaystyle {\rm {R-S=S-R'+5H_{2}O_{2}\ \rightarrow \ R-SO_{3}H+R'-SO_{3}H+4H_{2}O}}}

## Addition au bisulfite
L'hydrogénosulfite de sodium peut également être utilisé pour ajouter un groupe sulfonique sur un composé aromatique ou sur des composés carbonylés
.
Cette addition est favorisée par certains substituants tels des groupes hydroxyle ou nitro qui aurait un effet de perturbation sur le caractère aromatique de la molécule.
{\displaystyle {\rm {HO-Ar-OH+NaHSO_{3}\ \rightarrow \ HO-Ar-SO_{3}H+NaOH}}}
{\displaystyle {\rm {R=O+NaHSO_{3}\ \rightarrow \ HO-R-SO_{3}Na}}}
Toutefois cette voie de synthèse est intéressante uniquement pour certains substrats particuliers tels la formation de l'acide 3-hydrobenzènesulfonique à partir du résorcinol ou la sulfonation du 1,3-dinitrobenzène suivie de la réduction en acide 4-amino-2-nitrobenzènesulfonique et n'est pas généralisée pour cause de mauvais rendement dans de nombreux cas.

## Substitution d'halogène
La substitution d'halogènes est également rapportée. Cette substitution est également connue sous le nom de réaction de Strecker ou alkylation de Strecker au sulfite.
{\displaystyle {\rm {R-Cl+Na_{2}SO_{3}\ \rightarrow \ R-SO_{3}Na+NaCl}}}

## Sulfochloration
La sulfochloration permet de former un sel de chlorure de sulfonyle qui peut par neutralisation avec de l'hydroxyde de sodium donner l'acide sulfonique correspondant.
{\displaystyle {\rm {R-H\ {\xrightarrow[{}]{Cl_{2},SO_{2}}}\ R-SO_{2}Cl}}}
{\displaystyle {\rm {R-SO_{2}Cl+NaOH\ \rightarrow \ R-SO_{3}H+NaCl}}}

## Sulfoxydation
La sulfoxydation permet d'obtenir un acide sulfonique par traitement avec du dioxyde de soufre et de l'oxygène.
{\displaystyle {\rm {R-H+SO_{2}+0,5O_{2}\ \rightarrow \ R-SO_{2}-OH}}}